# Kalaphorura tuberculata
Kalaphorura tuberculata is een springstaartensoort uit de familie van de Onychiuridae. De wetenschappelijke naam van de soort is voor het eerst geldig gepubliceerd in 1890 door Moniez.